# 峨边虾脊兰
峨边虾脊兰（学名：Calanthe yuana）为兰科虾脊兰属下的一个种。

## 扩展阅读
- 維基物種上的相關：峨边虾脊兰